# Глазырин, Николай Константинович
Николай Константинович Глазырин (1840 — около 1918) — офицер Корпуса корабельных инженеров (ККИ) Российского Императорского флота, кораблестроитель, член правления Балтийского судостроительного и механических заводов, инспектор кораблестроения, тайный советник.

## Биография
Глазырин Николай Константинович родился 17 февраля 1840 года. Сын известного кораблестроителя полковника ККИ К. А. Глазырина.
В службе с 1857 года. В 1860 году окончил кораблестроительное отделение Инженерного и артиллерийского училища Морского ведомства в Кронштадте и произведён в чин кондуктора Корпуса корабельных инженеров.
С 1860 года принимал участие в строительстве парусно-винтового корвета «Варяг» (спущен на воду 1 июня 1862 года) на верфи г. Улеаборг (Финляндия).
В 1865 году окончил кораблестроительное отделение Николаевской морской академии. В 1865—1867 годах участвовал в строительстве монитора « Чародейка» на Галерном острове в Петербурге. 22 октября 1869 года на Невском литейном и механическом заводе Семянникова и Полетики (ныне Невский завод) в Санкт-Петербурге по чертежам корабельного инженера Н. К. Глазырина, были заложены две паровые шхуны с парусным вооружением «Ермак» и «Тунгус», которые строились для Сибирской военной флотилии.
В 1871—1872 годах корабельный инженер Глазырин в Петербургском порту руководил сборкой корпуса на болтах броненосца береговой обороны — первого корабля-«поповки». 17 декабря состоялась церемония закладки судна, получившего название «Новгород». К новому году корпус успели разобрать и начать подготовку его частей к отправке на Чёрное море, для сборки и достройки корабля в Николаеве. .
В 1877 году принимал участие в приёмке фрегата «Герцог Эдинбургский» (строитель Н. Е. Кутейников). В 1878—1879 годах штабс-капитан Глазырин являлся строителем парусно-винтовых клиперов «Клипер» и «Пластун» на Балтийском заводе, затем его сменил поручик К. Н. Арцеулов.
В 1880—1882 годах заведовал судостроительным цехом на Балтийском заводе. В 1883—1886 гг. в качестве старшего корабельного инженера Русского общества пароходства и торговли принимал участие в постройке в Севастополе броненосцев «Чесма» и «Синоп».
С 1886 года старший судостроитель Н. К. Глазырин года являлся членом Морского технического комитета, исполняющим обязанности инспектора работ в портах и помощником Главного инспектора кораблестроения контр-адмирала Н. А. Самойлова. 1 мая 1893 года был избран членом конференции Николаевской морской академии. В 1894—1895 годах временно исполнял должность Главного инспектора кораблестроения.
В 1895 году был назначен членом Совета по строительству Сибирской железной дороги, курировал строительство пароходов-паромов для Байкальской паромной переправы.
В 1897 году был произведён в инспекторы кораблестроения и утверждён в должности старшего помощника Главного инспектора кораблестроения. 21 декабря 1900 года стал членом правления Балтийского судостроительного и механических заводов, на котором проработал до конца своей жизни. В 1905 году вышел в отставку с производством в тайные советники. Был женат, имел четырёх детей.

## Награды
- орден Святого Станислава 2 степени (1888);
- орден Святой Анны 2 степени (1891);
- орден Святого Владимира 3 степени (17 апреля 1894);
- серебряная медаль «В память царствования императора Александра III» (1896)
- серебряная медаль «В память царствования Императора Николая I» (1896)[1].